# Santa Ana (Hiszpania)
Santa Ana – gmina w Hiszpanii, w prowincji Cáceres, w Estramadurze, o powierzchni 34,99 km². W 2011 roku gmina liczyła 282 mieszkańców.